# Kurt Martti Wallenius
Kurt Martti Wallenius (Kuopio, 25 luglio 1893 – Helsinki, 3 maggio 1984) è stato un generale e politico finlandese.

## Biografia

### I primi anni
Wallenius apparteneva a una famiglia di medi agricoltori finlandesi di Kuopio; frequentò il ginnasio locale, ma a causa delle sue tendenze patriottiche, anti-russe e filo-tedesche non gli fu permesso iscriversi all'accademia per cadetti di Hamina, come avrebbe voluto allo scopo di divenire ufficiale. Wallenius si dedicò allora a una pesante propaganda nazionalista, e, rischiando di essere imprigionato dalla polizia russa lasciò la Finlandia nel settembre 1913.

### Gli anni in Germania e la conoscenza con Heiskanen
Giunto in Germania attraverso la Svezia, entrò immediatamente in contatto con il capitano Juho Heiskanen, un altro fuoriuscito finlandese che aveva fondato a Berlino uno società di esuli finlandesi per l'indipendenza nazionale: si occupava della diffusione della propaganda indipendentista e dei contatti con il governo tedesco, che si proponeva una possibile restaurazione di un regno finlandese con a capo un principe tedesco come Oscar di Prussia, uno dei figli del kaiser Guglielmo II, Adolfo Federico di Meclemburgo-Schwerin, poi reggente del Ducato Baltico Unito, e Federico Carlo d'Assia-Kassel. Già non pochi militari e politici di origine finlandese avevano aderito al movimento: ad esempio il fratello di Heiskanen, Kaarlo o il barone Woldemar Hägglund. In questo periodo Wallenius collaborò attivamente con Heiskanen e scrisse diversi articoli di giornale a favore del movimento finlandese.

### La militanza negli Jäger
Scoppiata la prima guerra mondiale Wallenius entrò nelle Truppe Jäger finlandesi, un corpo dell'esercito tedesco costituito esclusivamente da finlandesi; Wallenius ebbe il grado di ufficiale come sottotenente e successivamente tenente, partecipando a diverse battaglie contro i russi sul fronte orientale. Nel 1915 fu trasferito nel XXVII Battaglione Reale Prussiano Jäger.

### La guerra civile finlandese
Promosso capitano nel 1917, Wallenius rientrò in Finlandia dove militò tra i monarchici che si battevano a favore del re Carlo I, Federico Carlo d'Assia-Kassel. Prese parte alla guerra civile finlandese nella guardia bianca, comandando il suo plotone a Tervola e Tornio e successivamente in Lapponia. Wallenius fu inoltre uno dei comandanti della fallita spedizione di Viena, che si proponeva di annettere la Carelia alla Finlandia.

### Il movimento di Lapua
Dopo la guerra civile Wallenius fu comandante delle truppe della Finlandia nordoccidentale e nel 1920 addetto militare a Berlino; nel 1930 venne promosso maggior generale. In questo periodo entrò in contatto con movimenti nazionalisti di estrema destra e fondò insieme a Vihtori Kosola il Movimento di Lapua, di ispirazione fascista e anticomunista. Fu coinvolto nel tentativo di rapimento del presidente Kaarlo Juho Ståhlberg e guidò la ribellione di Mäntsälä, un fallito tentativo di colpo di Stato al termine del quale Wallenius fu imprigionato e il movimento sciolto.

### La guerra d'inverno
Liberato nel 1934 Wallenius divenne il comandante delle truppe finlandesi in Lapponia. Durante la guerra d'inverno respinse le truppe sovietiche a Salla e Petsamo; successivamente, promosso tenente generale, ebbe al suo comando le truppe di volontari svedesi del generale Ernst Linder. Affrontò i sovietici nella baia di Viipuri, non riuscendo però a ostacolare l'avanzata russa. Così fu sostituito dal generale Karl Lennart Oesch e si ritirò dall'esercito.

### Gli ultimi anni
Dopo la guerra Wallenius condusse una vita ritirata nel Rovaniemen maalaiskunta.